# Shlomo Argov
Shlomo Argov (Jerusalén, 14 de diciembre de 1929 - Jerusalén, 23 de febrero de 2003) fue un diplomático israelí. 

## Biografía
Desempeñaba el puesto de embajador en el Reino Unido cuando fue víctima de un intento de asesinato que desencadenó la guerra del Líbano de 1982. Previamente, se había desempeñado como embajador en México y Países Bajos.

### Atentado
El 3 de junio de 1982, Ghassan Hussein Said, Marwan al-Banna, y Nawaf al-Rosan le dispararon en la cabeza. A pesar de que no murió, permaneció en coma durante tres meses. El atentado le provocó una parálisis permanente y en constante necesidad de asistencia médica, que recibió en el Hospital Hadassah en Jerusalén. Los atacantes fueron declarados culpables y condenados a penas de prisión de 30 a 35 años. El atentado contra la vida de Argov fue utilizada como justificación para la invasión del Líbano de 1982 y llevó a la expulsión del país de la Organización de Liberación de Palestina (OLP).
Argov falleció en el Hospital Hadassah en 2003 a los 73 años de edad a causa de las heridas infligidas en el atentado.